# Александър Мутафов
Александър Наков Мутафов е български художник, един от първите български маринисти.

## Биография
Роден е в Шумен в семейството на опълченеца в Руско-турската освободителна война, Нако Мутафов. Семейството се мести във Варна и там Александър прекарва детството си и учи във варненската мъжка гимназия. Морето вдъхновява момчето за първите му художествени опити, а голямо влияние за изграждането на стила му изиграват срещите му с големите български художници от началото на 20. век, Антон Митов, Николай Павлович, Иван Мърквичка и други.
Между 1899 и 1902 г. Мутафов следва в художествената академия в Торино при проф. Джакомо Гросо, а от 1902 до 1909 г. в Академията за изобразителни изкуства в Мюнхен при проф. Лео фон Льофц. При завръщането си в България работи като учител по рисуване в Дупница и София до 1920 г., когато е назначен в Художествената академия в София като преподавател, а от 1921 г. професор по практическа и конструктивна перспектива.
При избухването на Балканската война в 1912 г. е доброволец в Македоно-одринското опълчение. Носител е на бронзов медал. По време на Първата световна война, Мутафов е назначен за военен художник-кореспондент на Четвърта пехотна преславска дивизия, която действа в Добруджа. По-късно по негова молба е преместен във Варна към Черноморския флот. Рисува голям брой ескизи и малоформатни рисунки с акварел и туш, които днес са притежание на Националния военноисторически музей. Сред тях по-известни са „Нощният бой над село Балабанча“, „Настъплението на 7-и пехотен полк“, „Преславци в бой“, „Опълченци“, „След мобилизацията“.
През следващото десетилетие Мутафов окончателно ориентира творческите си търсения към морските пейзажи и композициите, пресъздаващи живота на моряците и рибарите, и така е един от първите български маринисти. Активен участник е в Българския народен морски сговор. За изкуството си Мутафов казва:
| „ | Бих искал хората да обикнат, да разберат морето, което цял живот рисувам, да бъдат неспокойни, силни и свободни като неговата стихия, като голяма вълна. | “ |

Работи основно с маслени бои, акварел и пастел, оставя къщо офорти и ескизи. Придържа се към реализма в рисунъка. Сред по-известните му платна от този период са „Море“ (1922), „Рибар“ (1923), „Миноносци в открито море“ (1934), „Песента на морето“ (1934), „Кът от Созопол“ (1935), „Злокобният залив“ (1936), „Голямата вълна“ (1938), „Надигаща се буря“ (1939), „Зима над Черно море“ (1943).
Александър Мутафов е един от съоснователите на дружеството „Родно изкуство“ и участва във всичките му изложби. Участва в изложбите на дружество „Съвременно изкуство“, в общите художествени изложби на СБХ и в много изложби, представящи българското изобразително изкуство зад граница. Прави 15 самостоятелни изложби: в София, Варна, Стара Загора, Пловдив и Прага.

## Признание и награди
Носител е на сребърен медал от Парижкото изложение през 1937 г. за картината си „Синята лодка“.
През 1939 година на същото изложение печели златен медал с картината „Голямата вълна“
Удостоен е със званието Народен художник (1952), а две години по-късно е награден с орден „Червено знаме на труда“.

## Колекции
Творби на Мутафов са притежание на Националната художествена галерия, Софийската градска художествена галерия, галериите в Пловдив, Хасково, Сливен и други градове на страната, Музея на Възраждането във Варна, както и частни колекции в България и чужбина. Около 60 негови произведения се съхраняват в ателието му в Созопол, построено през 1937 година и превърнато след смъртта на художника в къща музей.